# 맥슨 크럼
맥슨 크럼(Maxon Crumb, 1945년 ~ )은 미국의 예술가이다.
미국의 언더그라운드 만화가인 로버트 크럼, 찰스 크럼의 동생으로 1945년 미국 플로리다주 펜실베이니아에서 태어났다.
미술, 저술, 만화 등 다방면의 예술 활동을 하였다.